# Hospital General de Agudos Dr. Ignacio Pirovano
El Hospital General de Agudos Dr. Ignacio Pirovano es un centro de salud y acción comunitaria ubicado en el barrio de Coghlan, en Buenos Aires, Argentina.
El nombre del hospital homenajea al Dr. Ignacio Pirovano, quien fue un destacado cirujano argentino.
El hospital Pirovano atiende un área programática de casi 500.000 personas y dentro de sus barrios de influencia están Belgrano, Coghlan, Villa Pueyrredón, Villa Urquiza, Colegiales, Núñez, Saavedra y parte de Palermo, además de la zona norte del conurbano bonaerense.
El hospital posee una amplia lista de especialidades médicas.

## Historia

Frente principal hacia fines del

En 1855 Valentín Alsina fundó el pueblo que recuerda a Manuel Belgrano. El sitio elegido fue el Camino Real o del Alto (hoy avenida Cabildo) en el cruce con la calle La Pampa.

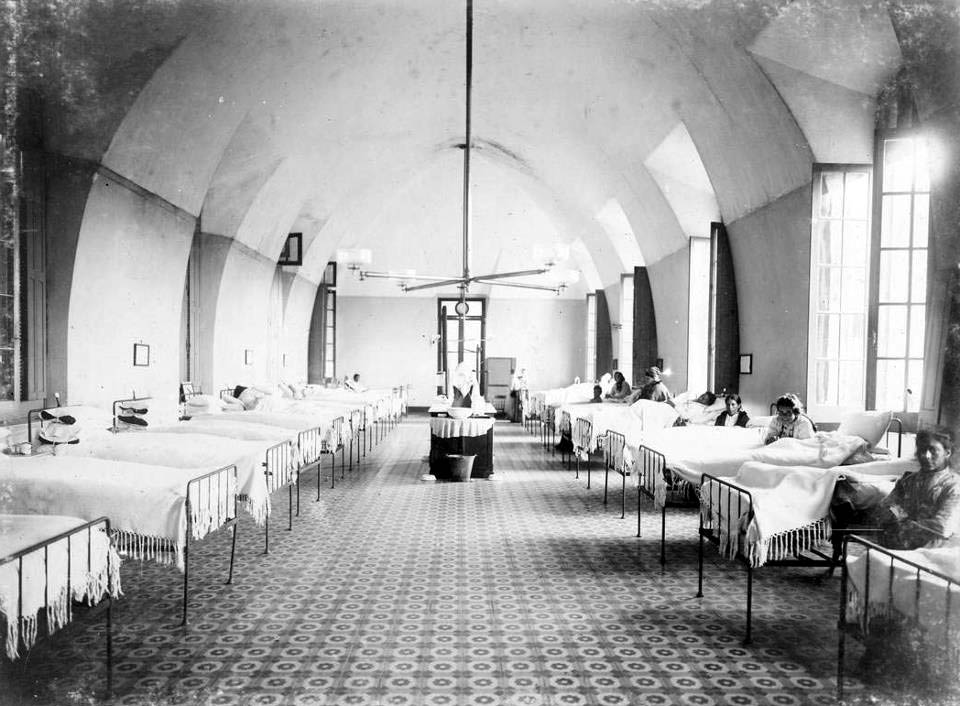
Sala de Mujeres, ca. 1900 (Fuente: AGN)

En 1896, año de fundación del hospital Pirovano, la zona contaba con siete escuelas fiscales, dos líneas de ferrocarril, un tranvía al centro, un templo monumental, biblioteca pública e industrias. 
El número de habitantes era de 11.268, por lo tanto la creación de un hospital era una necesidad concreta. Además de la trágica epidemia de fiebre amarilla de 1871, otras enfermedades urgían la creación de un centro sanitario. 
Los vecinos, encabezados por la Sociedad de Damas de Caridad, concretaron el 12 de octubre de 1894 la colocación de la piedra fundamental del hospital de Belgrano. Pero el 2 de julio de 1895 falleció el Dr. Ignacio Pirovano y Juan B. Señorans,[cita requerida] Secretario de Asistencia Pública, logró que el Intendente de la Ciudad denomine al hospital con el nombre del prestigioso cirujano Ignacio Pirovano. En 1953 el Intendente Jorge Sabaté junto a las autoridades nacionales encararon un plan de remodelación completa del hospital para adecuarlo al siglo XX, la mayor parte del edificio fue reconstruida a cero conservándose su fachada original, paralelamente se triplico la capacidad hospitalaria y de internación el establecimiento alcanzó las 340 camas. se inauguraron nuevas dependencias como la maternidad, servicio de rayos X, et.

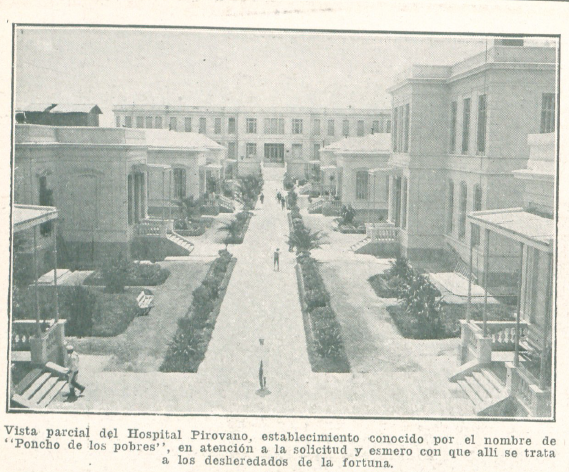
Hospital Pirovano en 1921.

## Programa de Salud Mental

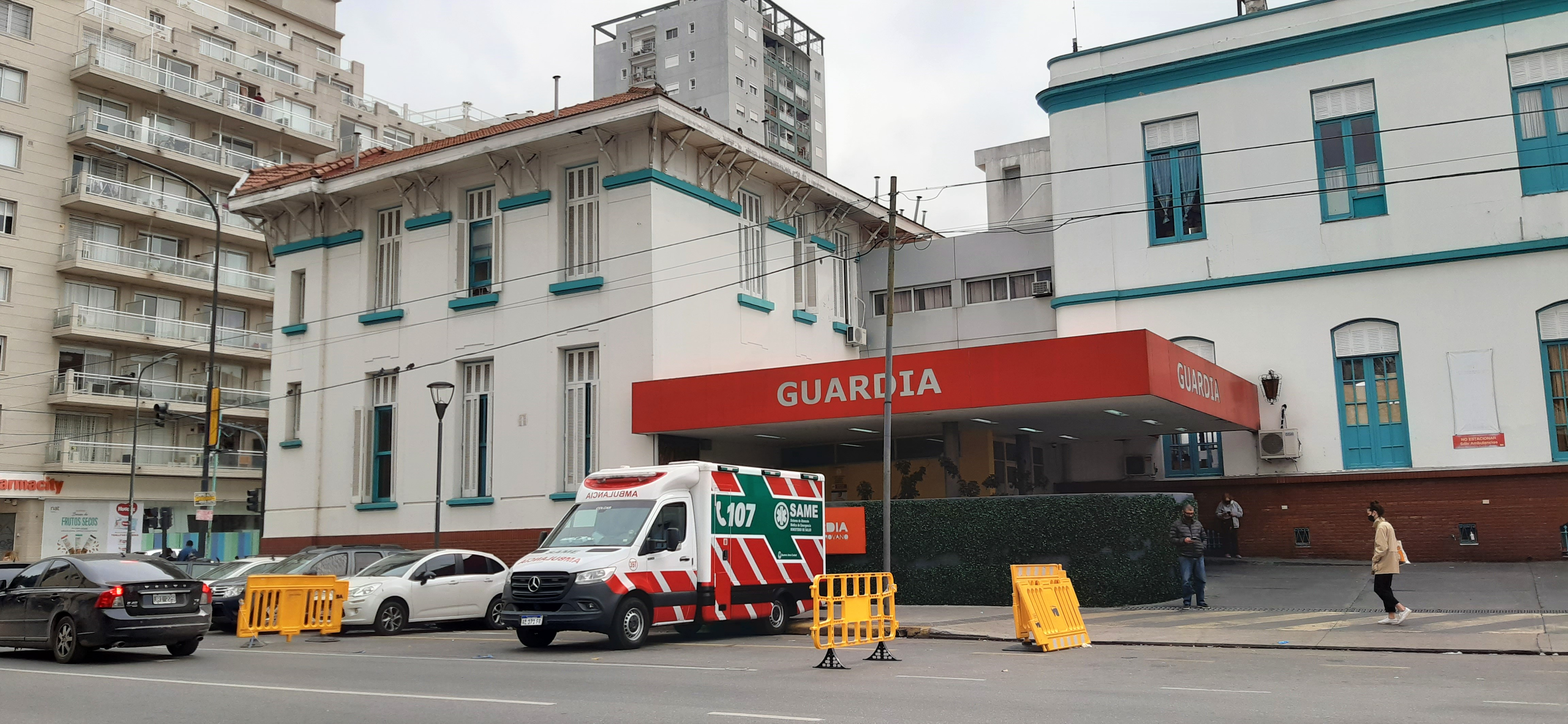
Entrada de la Guardia del Hospital Pirovano.

Además de cubrir servicios médicos el centro cuenta con un programa de salud mental, el cual está compuesto por muchos talleres gratuitos de toda índole
El programa se llama oficialmente Programa de Salud mental Barrial del Hospital Pirovano y se trata de una organización comunitaria de promoción de salud mental que se inserta en la estructura del Hospital Pirovano. El fundador de este programa fue el Licenciado Carlos Campelo.
Los talleres se realizan en espacios comunes del hospital (pasillos, algunas salas) o en bares de la zona. Debido a la gran cantidad de talleres, las instalaciones del hospital no pueden soportar tanta concurrencia, por lo que se ha optado por realizar gran parte de ellos fuera del mismo.

## Transporte

### Coche
El Hospital Pirovano se encuentra en una zona de alta circulación vehicular con vías rápidas, de hecho se encuentra sobre una avenida.

### Tren
A pocas cuadras del Hospital, se encuentran 2 estaciones de tren, la Estación Coghlan, perteneciente al ramal Mitre y la Estación Dr. Luis M. Drago, perteneciente al ramal Suarez ambas a su vez pertenecen al Ferrocarril General Bartolomé Mitre.

### Colectivos

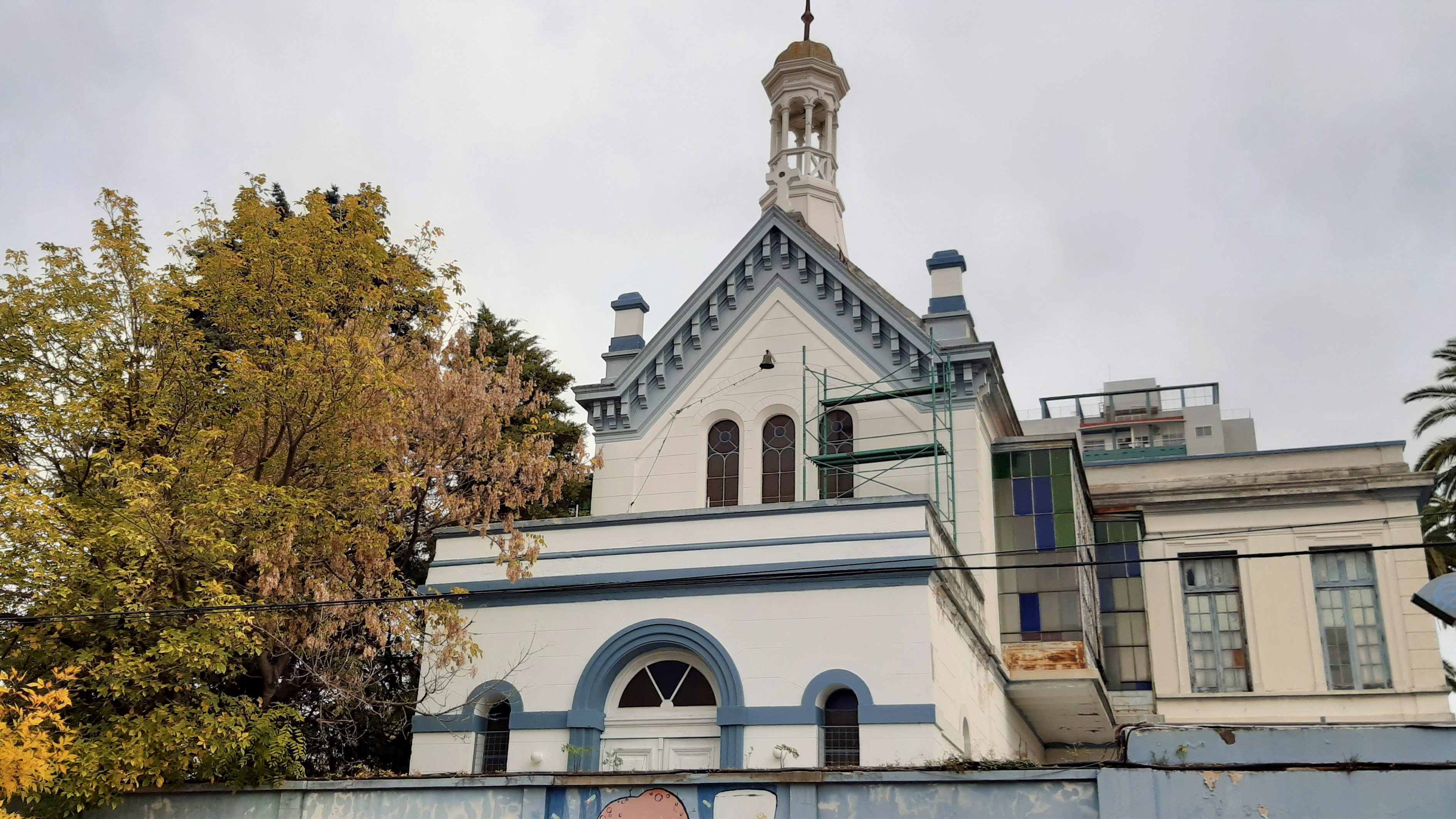
Capilla del Hospital Pirovano.

En las inmediaciones del hospital se encuentran numerosas líneas de colectivos que recorren la zona.
Las líneas de colectivos que pasan por la zona del Hospital son:
Línea 19; Línea 76; Línea 107; Línea 114 y Línea 133.

## Especialidades médicas adultos

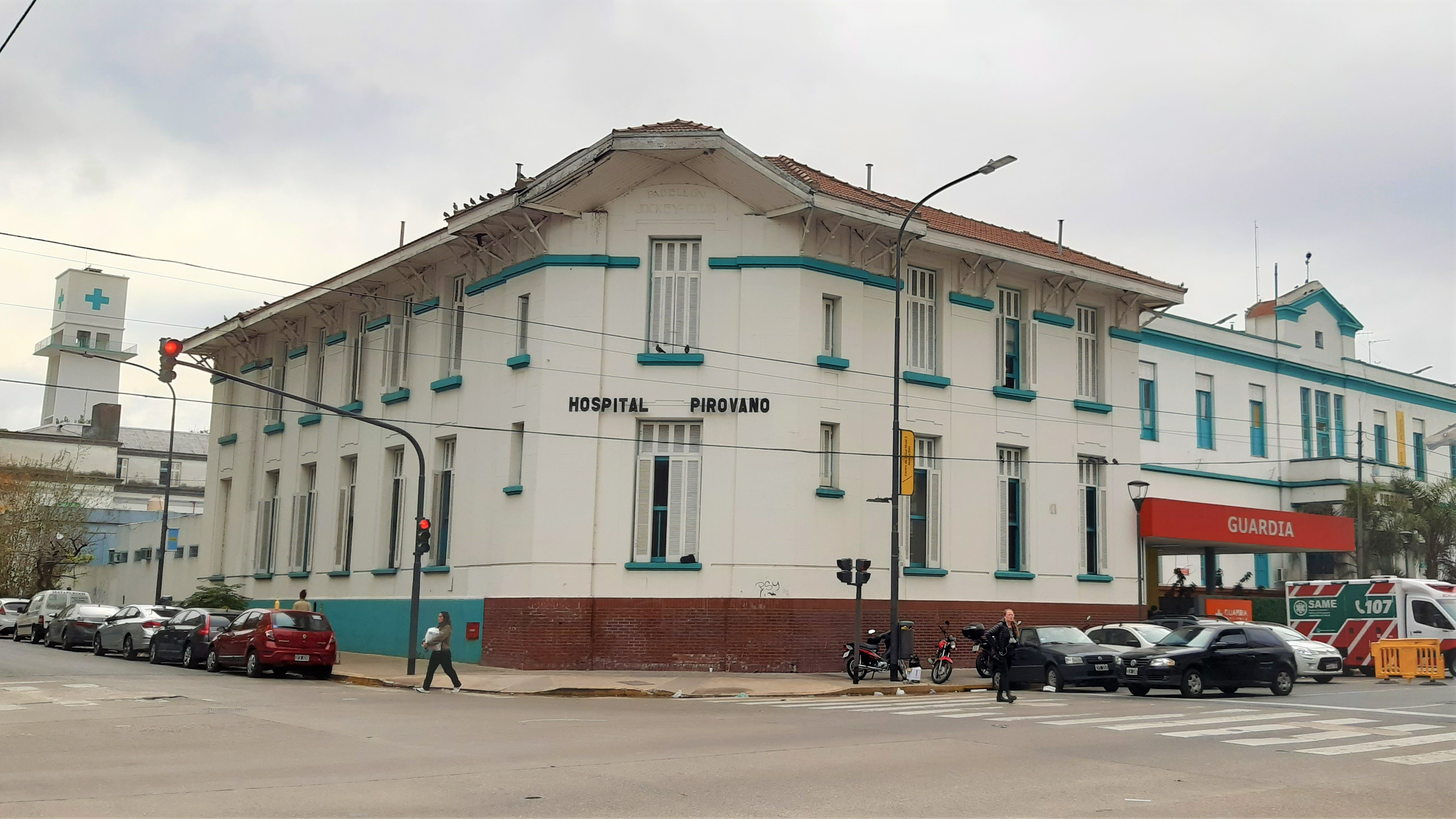
Pabellón Jockey Club del Hospital Pirovano.

- Alergia
- Cardiología
- Cirugía General
- Cirugía BucoMaxilofacial
- Clínica Médica
- Dermatología
- Endocrinología
- Fisioterapia
- Foniatría
- Fonoaudiología
- Gastroenterología
- Ginecología
- Kinesiología
- Neumonología
- Neurología
- Obstetricia
- Oftalmología
- Oncología

- Otorrinolaringología
- Proctología
- Psiquiatría
- Reumatología
- Traumatología
- Urología

## Especialidades médicas pediátricas
- Cardiología
- Clínica Pediátrica
- Fisioterapia
- Foniatría
- Fonoaudiología
- Kinesiología
- Neonatología
- Neumología
- Oncología
- Otorrinolaringología